# ستيفن غريغوري (كاتب)
ستيفن غريغوري (بالإنجليزية: Stephen Gregory)‏ هو كاتب سيناريو بريطاني، ولد في 1952 في دربي في المملكة المتحدة.

## وصلات خارجية
- ستيفن غريغوري على موقع IMDb (الإنجليزية)
- ستيفن غريغوري على موقع قاعدة بيانات الفيلم (الإنجليزية)